# 611 (tal)
611 är det naturliga heltal som följer 610 och följs av 612.

## Matematiska egenskaper
- 611 är ett udda tal.
- 611 är ett semiprimtal[1].
- 611 är ett sammansatt tal.
- 611 är ett Kvadratfritt tal.

## Inom vetenskapen
- 611 Valeria, en asteroid.